# Дорош Глафіра Василівна
Глафіра Василівна Дорош (5 січня 1921 — 17 вересня 2015) — українська кухарка із села Уланова Вінницької області, винахідниця картоплі по-уланівськи. Вона єдина жінка нагороджена радянським орденом за кулінарний рецепт. З 1966 — депутат Вінницької обласної Ради народних депутатів.

## Біографічні дані
Народилася 5 січня 1921 року.
Глафіра Дорош почала працювати з 14 років. Оскільки її мати була кухарем, вона також почала працювати в місцевій їдальні. Згодом закінчила кулінарне училище в Києві. Під час Другої світової війни Україна була окупована нацистською Німеччиною, і Дорош відправили працювати до Німеччини на збройовий завод у Нюрнберзі. Іноді жінки діставали сиру картоплю і намагалися винайти нові способи її приготування.
Після війни повернулася в Україну і працювала в сільському кафе. Там робили з картоплі двадцять різних страв. Картопля по-уланівськи була винайдена випадково з партії дрібних залишків картоплі, яку керівництво ресторану дозволило кухарям використовувати для себе. Глафіра Василівна смажила картоплю на залишках олії (від картоплі, фаршированої м'ясом) і полила часниковим соусом. Страву було визнано досить смачною, щоб додати в меню.
На початку 1960-х років у колгосп «Дружба», до якого входив Уланів, приїхав репортер популярної газети «Известия» з Москви. Адміністрація колгоспу влаштувала приїжджому кореспонденту застілля в кафе. Серед багатьох поданих страв для журналіста особливо вирізнялася картопля з часниковим соусом. Незабаром «Известия» опублікували розлогу статтю, в якій вихваляли «уланівську картоплю» та її винахідників. Незабаром новий рецепт широко розповсюдили в радянських друкованих ЗМІ, і рецепт став популярним у Радянському Союзі. У багатьох ресторанах його продавали всього за шість копійок за порцію. 11 листопада 1965 року Глафіру Дорош нагороджено орденом Трудового Червоного Прапора.
Глафіра Василівна продовжувала жити в Україні на пенсії. Повідомлялося, що в останні роки життя вона все ще любила готувати страви з картоплі, хоча свою «картоплю по-уланівськи» готувала нечасто. Вона померла 17 вересня 2015 року у віці 94 років.